# Shotgun (George Ezra)
Shotgun è un singolo del cantautore britannico George Ezra, pubblicato il 6 luglio 2018 come terzo estratto dal secondo album in studio Staying at Tamara's.

## Accoglienza
In una recensione per NME, Rhian Daly ha descritto il brano come un «inno» con un «suono squilibrato».

## Video musicale
Il video musicale, diretto da Nelson De Castro e Carlos Lopez Estrada, è stato reso disponibile il 14 giugno 2018.

## Tracce
Testi e musiche di George Ezra Barnett e Joel Laslett Pott.
Download digitale – KVR Remix
1. Shotgun (KVR Remix) – 2:57

Download digitale – Acoustic Version
1. Shotgun (Acoustic Version) – 3:24

Download digitale – The Wild Remix
1. Shotgun (The Wild Remix) – 3:11

Download digitale – Gerd Janson Remix
1. Shotgun (Gerd Janson Remix) – 5:59

## Formazione
Musicisti
- George Ezra – voce, chitarra, basso, tastiera
- Cam Blackwood – cori, chitarra, sintetizzatore, programmazione
- Matthew Racher – batteria, percussioni, programmazione
- Liam Thorne – programmazione, percussioni aggiuntive
- Florrie Arnold – cori
- Ollie Hodge – cori
- Joel Pott – cori
- FRED – basso, batteria, tastiera
- James Wyatt – organo
- Jaleesa Gemerts – batteria
- Emma Corby – arrangiamento degli ottoni aggiuntivo
- Mark Brown – sassofono
- Ben Edwards – tromba
- Mike Kearsey – trombone

Produzione
- Cam Blackwood – produzione
- FRED – produzione
- Liam Thorne – ingegneria del suono
- Dan Trachtenberg – ingegneria del suono
- Dan Grech-Marguerat – missaggio
- Joel Davies – assistenza al missaggio
- Charles Haydon – assistenza al missaggio
- Kevin Peterson – mastering

## Successo commerciale
Shotgun è diventata la prima numero uno di Ezra nella Official Singles Chart britannica: ha infatti accumulato 53 696 unità di vendita, di cui 24 873 provenienti dalle riproduzioni in streaming, nella pubblicazione del 5 luglio 2018.

## Classifiche

### Classifiche settimanali
| Classifica (2018-19) | Posizione massima |
| -------------------- | ----------------- |
| Australia            | 1                 |
| Austria              | 4                 |
| Belgio (Fiandre)     | 1                 |
| Belgio (Vallonia)    | 3                 |
| Canada               | 71                |
| Croazia              | 3                 |
| Danimarca            | 2                 |
| Estonia              | 39                |
| Francia              | 30                |
| Germania             | 12                |
| Grecia               | 81                |
| Irlanda              | 1                 |
| Islanda              | 9                 |
| Italia               | 96                |
| Lettonia             | 32                |
| Lituania             | 19                |
| Lussemburgo          | 3                 |
| Nuova Zelanda        | 1                 |
| Paesi Bassi          | 3                 |
| Polonia              | 2                 |
| Regno Unito          | 1                 |
| Repubblica Ceca      | 22                |
| Slovacchia           | 50                |
| Svezia               | 98                |
| Svizzera             | 4                 |

### Classifiche di fine anno
| Classifica (2018) | Posizione |
| ----------------- | --------- |
| Australia         | 9         |
| Austria           | 18        |
| Belgio (Fiandre)  | 8         |
| Belgio (Vallonia) | 24        |
| Croazia           | 38        |
| Danimarca         | 29        |
| Germania          | 66        |
| Irlanda           | 1         |
| Islanda           | 79        |
| Nuova Zelanda     | 25        |
| Paesi Bassi       | 22        |
| Polonia           | 16        |
| Regno Unito       | 3         |
| Svizzera          | 34        |
| Classifica (2019) | Posizione |
| Australia         | 22        |
| Belgio (Fiandre)  | 42        |
| Belgio (Vallonia) | 84        |
| Danimarca         | 50        |
| Francia           | 177       |
| Irlanda           | 24        |
| Islanda           | 96        |
| Nuova Zelanda     | 16        |
| Polonia           | 94        |
| Regno Unito       | 12        |
| Sudafrica         | 8         |
| Classifica (2020) | Posizione |
| Australia         | 100       |
| Regno Unito       | 52        |
| Classifica (2021) | Posizione |
| Regno Unito       | 94        |
| Classifica (2022) | Posizione |
| Regno Unito       | 83        |

### Classifiche di fine decennio
| Classifica (2010-19) | Posizione |
| -------------------- | --------- |
| Australia            | 75        |
| Regno Unito          | 15        |